# Триперстка червоноока
Триперстка червоноока (Turnix varius) — вид сивкоподібних птахів родини триперсткових (Turnicidae).

## Поширення
Ендемік Австралії. Поширений на сході та півдні материка, а також в Тасманії. Траплявся також в Новій Каледонії, але, ймовірно, там вимер, оскільки не спостерігався з 1912 року.

## Опис
Дрібний птах завдовжки 19—20 см. Забарвлення рябе, у верхній частині домінує червоне забарвлення, у нижній — сіре. Самиця має яскравіше забарвлення, ніж самець. Очі червоні.

## Спосіб життя
Трапляється на луках та відкритих світлих лісах. Живиться насінням та комахами. Насиджують яйця та доглядають за пташенятами самці. Інкубація триває 15 днів.